# Sukorejo (Kajoran)
Sukorejo is een bestuurslaag in het regentschap Magelang van de provincie Midden-Java, Indonesië. Sukorejo telt 1226 inwoners (volkstelling 2010).